# Robinson Ekspeditionen 2018
Robinson Ekspeditionen 2018 er den 20. sæson af det danske realityshow Robinson Ekspeditionen. Sæsonen havde premiere i dansk tv den 27. august 2018 og blev optaget i sommeren 2018 i Filippinerne.
Dette er anden sæson af Robinson Ekspeditionen hvor deltagerne er inddelt i tre hold fra starten, hvilket de også var i Robinson Ekspeditionen 2017. Værten for sæson er Jakob Kjeldbjerg. Hovedpræmien er på 500.000 kr og helte og skurke er årets tema. I sæsonen medvirker 27 deltagere, bestående af blandt andre Türker Alici, Zanne Øbakke og Puriya "Loco" Haidariano.
Sæson byder på gensyn med de tidligere deltagere: Dan Marstrand – bedre kendt som Dan the Man – fra 1999 og 2002, Richard Asklund fra 2016 og 2000-vinderen Sonny Rønne Pedersen, der sammen har opdelt de 3 hold i sæsonen ved at kigge på de forskellige ansøgninger.

## Deltagere
| Navn                      | Alder | Tjekket ind | Tjekket ud | Fra            | Grund til exit                                                                     |
| ------------------------- | ----- | ----------- | ---------- | -------------- | ---------------------------------------------------------------------------------- |
| Jamil Faizi               | 22    | Ep 1        | Vinder     | København      | 1. plads                                                                           |
| Zanne Maibritt Øbakke     | 43    | Ep 1        | Finalen    | Jægerspris     | Tabte finalen - 2. plads                                                           |
| Puriya "Loco" Haidariano  | 33    | Ep 1        | Finalen    | København      | Tabte finalen - 3. plads                                                           |
| Michael Kristiansen       | 53    | Ep 1        | Ep 13      | Aarhus         | Tabte duel til Jamil Faizi. - 4. plads                                             |
| Karina Filbert Brorsen    | 28    | Ep 1        | Ep 13      | [[]]           | Tabte duel til Michael Kristiansen. - 5. plads                                     |
| Türker Alici              | 26    | Ep 1        | Ep 12      | Harlev         | Tabte duel til Michael Kristiansen - 6. plads                                      |
| Melis Mortensen           | 24    | Ep 1        | Ep 12      | Maribo         | Tabte dødskamp til Puriya "Loco" Haidariano og Jamil Faizi - 7. plads              |
| Yasser El-Ahmad           | 29    | Ep 1        | Ep 11      | Hørsholm       | Tabte duel til Karina Filbert Brorsen - 8. plads                                   |
| Morten Bøvling Pedersen   | 40    | Ep 1        | Ep 10      | Aars           | Øråd, stemt ud af de øvrige deltagere. - 9. plads                                  |
| Emilie Elmquist           | 26    | Ep 1        | Ep 9       | Paris          | Øråd, stemt ud af de øvrige deltagere - 10. plads                                  |
| Ulrik Skovgaard-Mortensen | 41    | Ep 1        | Ep 9       | Solrød Strand  | Tabte dødskamp til Türker Alici - 11. plads                                        |
| Linea Sindt               | 23    | Ep 1        | Ep 8       | Holbæk         | Øråd, stemt ud blandt de øvrige deltagere - 12. plads                              |
| Lasse Hammer Kirkegaard   | 30    | Ep 1        | Ep 7       | [[]]           | Øråd, stemt ud blandt de øvrige deltagere på hold- 13. plads                       |
| Louise Børresen Hvilsom   | 26    | Ep 1        | Ep 6       | [[]]           | Øråd, stemt ud blandt de øvrige deltagere på hold - 14. plads                      |
| Benedikte Askirke         | 42    | Ep 1        | Ep 5       | Svendborg      | Øråd, stemt ud blandt de øvrige deltagere - 15. plads                              |
| Sebastian Schor Olsen     | 25    | Ep 1        | Ep 5       | Haslev         | Tabte dødskamp til Türker Alici - 16. plads                                        |
| Teis Skou Rasmussen       | 38    | Ep 1        | Ep 5       | København      | Udgået pga. skade - 17. plads                                                      |
| Dorthe Bjergsted          | 32    | Ep 1        | Ep 4       | Mogenstrup     | Øråd, stemt ud blandt de øvrige deltagere - 18. plads                              |
| Jakob Davidsen            | 43    | Ep 1        | Ep 4       | Vejle          | Tabte dødskamp til Karina Filbert Brorsen og Ulrik Skovgaard-Mortensen - 19. plads |
| Søren Danscher            | 33    | Ep 1        | Ep 4       | Horsens        | Udgået pga skade - 20. plads                                                       |
| Kristine Kanstrup         | 35    | Ep 1        | Ep 3       | Aabybro        | Øråd, stemt ud blandt de øvrige deltagere - 21. plads                              |
| Casper Von Stellfeld Skou | 25    | Ep 1        | Ep 3       | København      | Tabte dødskamp til Zanne Maibritt Øbakke og Dorthe Bjergsted - 22. plads           |
| Tine Lynhe Bonde          | 25    | Ep 1        | Ep 2       | Haderslev      | Øråd, stemt ud blandt de øvrige deltagere - 23. plads                              |
| Martin Lundsgaard         | 30    | Ep 1        | Ep 2       | Nørre Søby     | Udgået pga skade - 24. plads                                                       |
| Sasha Louise Sprange      | 36    | Ep 1        | Ep 2       | København      | Tabte duel til Søren Danscher og Sebastian Schor Olsen - 25.plads                  |
| Malene Hald-Sørensen      | 29    | Ep 1        | Ep 1       | [[]]           | Øråd, stemt ud blandt de øvrige deltagere - 26. plads                              |
| Allan Sørensen            | 45    | Ep 1        | Ep 1       | Brøndby Strand | Tabte dødskamp til Martin Lundsgaard' og Kristine Kanstrup - 27. plads             |